# Агариковые
Ага́риковые, или пласти́нчатые (лат. Agaricales) — порядок грибов отдела базидиомицетов, к которому относится большинство видов грибов, употребляемых человеком в пищу.

## Характерные особенности
Мицелий гриба находится внутри субстрата (чаще всего почвы), обладает способностью образовывать ризоморфы (Armillaria mellea) и склероции, которые у агарикоидных грибов встречаются довольно редко (Collybia cookei, Collybia tuberosa и др.).
Мицелий долгое время может развиваться вегетативно, нарастая в молодых и отмирая в более старых частях. Образование хламидиоспор и оидий агариковыми грибами в природе является редкостью, чаще оно наблюдается у культивируемых грибов.
Плодовые тела — спорокарпы или спорофоры образуются на мицелии, либо (у микоризообразующих грибов) — прямо на микоризных корешках.
Различают 3 типа развития спорокарпов у Agaricales:
- Гименокарпный — гимениальный слой с самого начала и до созревания базидиоспор располагается открыто (Hygrophoraceae, Russulaceae и др.)
- Гемиангиокарпный — гимениальный слой сначала закрыт, а затем до созревания базидиоспор становится открытым (Amanita, Agaricus и др.)
- Псевдоангиокарпный — гимениальный слой вначале открыт, а потом закрывается загнутым внутрь краем шляпки.

Плодовые тела большинства агариковых состоят из шляпки и ножки. Ножка может быть центральной, эксцентрической, боковой, или же отсутствовать вообще. Шляпки бывают самых разнообразных форм: выпуклые, плоские, плоские с бугорком, конические, яйцевидные, вогнутые, воронковидные и др. Мякоть шляпки состоит из двух типов гиф — основных (тонкие, широкие и прямые гифы) и соединительных (тонкие изогнутые гифы). Кроме них в спорокарпах имеются гифы проводящей системы, а у представителей рода Lactarius и некоторых видов Mycena и Lentinellus также имеются сосудовидные гифы латициферы, содержащие млечный сок. У Russula подобные гифы именуются олеиферами.
Гименофор состоит из внутренней стерильной трамы и гимениального слоя. Гименофор бывает трубчатым и пластинчатым (бо́льшая часть видов Agaricales).

## Классификация
Согласно базе данных Catalogue of Life на май 2025 года порядок включает следующие семейства:
- Agaricaceae — Шампиньоновые
- Amanitaceae — Мухоморовые
- Biannulariaceae
- Bolbitiaceae — Больбитиевые
- Broomeiaceae
- Callistosporiaceae
- Chromocyphellaceae
- Clavariaceae — Рогатиковые
- Cortinariaceae — Паутинниковые
- Crassisporiaceae
- Crepidotaceae — Крепидотовые
- Cyphellaceae — Цифелловые
- Cystostereaceae
- Entolomataceae — Энтоломовые
- Galeropsidaceae — Галеропсовые
- Hemigasteraceae — Гемигастеровые
- Hydnangiaceae — Гиднангиевые
- Hygrophoraceae — Гигрофоровые
- Hymenogastraceae — Гименогастровые
- Inocybaceae — Волоконницевые
- Limnoperdaceae — Лимнопердовые
- Lycoperdaceae — Дождевиковые
- Lyophyllaceae — Лиофилловые
- Macrocystidiaceae — Макроцистидиевые
- Marasmiaceae — Негниючниковые
- Mycenaceae — Миценовые
- Mythicomycetaceae
- Niaceae — Ниациевые
- Nidulariaceae — Гнездовковые
- Omphalotaceae — Омфалотовые
- Phyllotopsidaceae — Филлотопсидовые
- Physalacriaceae — Физалакриевые
- Pleurotaceae — Вёшенковые
- Pluteaceae — Плютеевые
- Porotheleaceae — Поротелеумовые
- Psathyrellaceae — Псатирелловые
- Pseudoclitocybaceae — Псевдоговорушковые
- Pterulaceae — Птеруловые
- Radulomycetaceae
- Sarcomyxaceae — Саркомиксовые
- Schizophyllaceae — Щелелистниковые
- Stephanosporaceae — Стефаноспоровые
- Strophariaceae — Строфариевые
- Tricholomataceae — Рядовковые
- Tubariaceae — Тубариевые
- Typhulaceae — Тифуловые